# 條尾鏢鱸
條尾鏢鱸為輻鰭魚綱鱸形目鱸亞目河鱸科的其中一種，分布於美國中部的淡水流域，體長可達8.3公分，棲息在岩石底質的水池、溪流，屬肉食性，以昆蟲、甲殼類等為食，雄魚具有護卵的行為。